# Ediz
Edis är ett mansnamn som betyder högt uppsatt person, allsmäktig, och värdefull.(Uttalas ungefär Eddis). På arabiska betyder det helgon. 
I Sverige finns 26 personer med detta namn, av vilka 23 personer har det som tilltalsnamn. Det finns även några som har det som efternamn.

## Personer med namnet Ediz
- Ediz Hun, turkisk skådespelare
- Edis Bahtijarević (turkiska: Ediz Bahtiyaroğlu), fotbollsspelare